# Иван Караризов
Иван Томов Караризов е български инженер и стопански деец. Народен представител в Седмото велико народно събрание от листата на Българската социалистическа партия (БСП), подал оставка.

## Биография
Роден е на 19 януари 1936 година в Петрич, родът му по бащина линия е бежански от Гевгели. Машинен инженер. През 1966 година е привлечен за директор-основател на първото машиностроително предприятия в Петрич - завод „Беласица“ за производство на нивомери и разходомери. Генерален директор е в Научно-произведственото обединение „Научно приборостроене“ към БАН.
На изборите през 1990 година е избран за депутат в Седмото велико народно събрание с листата на БСП. Подава оставка и е освободен на 17 август 1990 година.
Умира на 7 ноември 2004 година в село Батулия, община Своге. По-късно тленните му останки са пренесени в Петрич.